# Ulysse Ciment
Pour les articles homonymes, voir Ciment (homonymie).
Ulysse Ciment (né le 23 octobre 2004) est un rameur d'aviron français. Il est le fils de Gilles Ciment et le petit-fils de Michel Ciment.

## Carrière

### J14 et J16
Il commence la pratique de l'aviron au club d'Angoulême en 2013, puis rejoint l'Aviron Marne et Joinville en 2016 avec qui il remporte le Championnat National Jeune 2018 en huit de couple au Creusot. 
Il termine ensuite 4e aux Championnats de France J16 en quatre de couple en 2019 (Libourne) puis gagne ce même championnat l'année suivante en huit de pointe à Brive-la-Gaillarde. 

### J18
En 2021, il termine 2e des Championnats de France Bateaux Longs J18 en huit de pointe à Libourne, performance qu'il réitère l'année d'après avec le même bateau à Vichy. Il participe à la Coupe de France des régions avec la ligue d'Île de France d'aviron J18 en 2022, à Mantes-la-Jolie, dans les Yvelines. En huit de pointe, il y empoche l'argent sur 1 500 mètres et l'or sur 500 mètres.
En 2022, il accède à la 4e place des Championnats de France Bateaux Courts J18 en skiff à Cazaubon, ce qui lui permet d'intégrer le collectif national U19. Il participe à cette occasion aux Championnats d'Europe U19 (Varèse) où il finit 9e en quatre de couple, puis à la Coupe de la Jeunesse (Castrelo de Mino) où il termine à la 4e place en skiff. Il finit ses années jeunes en terminant 2e aux Championnats de France d'aviron Indoor J18 et aux Championnats d'Europe d'aviron Indoor U19, se déroulant tous deux à Paris. Il y signe son record personnel de cette catégorie sur 2 000 mètres avec un chrono de 6:06.2.

### Sénior
En 2022, encore J18, il participe aux Championnats de France U23 à Bourges et empoche la médaille d'argent en deux de couple. En 2023, il termine 12e des Championnats de France Bateaux Courts Sénior en skiff, à Cazaubon, puis remporte les Championnats de France U23 en deux de couple à Libourne.
À la rentrée scolaire 2023, il rejoint le pôle France de Nantes ainsi que l'Entente Nautique d'Aix les Bains. Aux tests fédéraux de décembre 2023, il réalise un record personnel de 5:58.4 sur 2000 m à l'ergomètre, record qu'il améliore moins de deux mois après, avec un chrono de 5:55.2.

## Résultats détaillés

### Résultats nationaux
- Championnat National Jeune :
  - 9e place en huit de couple à Vichy, 2017
  -  Médaille d'or en huit de couple au Creusot, 2018
- Championnats de France J16 :
  - 4e place en quatre de couple à Libourne, 2019
  -  Médaille d'or en huit de pointe à Brive-la-Gaillarde, 2020
- Championnats de France J18 Bateaux Courts : 4e place en skiff à Cazaubon, 2022
- Championnats de France J18 Bateaux Longs :
  -  Médaille d'argent en huit de pointe à Libourne, 2021
  -  Médaille d'argent en huit de pointe à Vichy, 2022
- Championnats de France J18 Indoor :  Médaille d'argent à Paris, 2023
- Coupe de France des régions J18 :
  -  Médaille d'argent en huit de pointe à Mantes-la-Jolie, 2022
  -  Médaille d'or en huit de pointe à Mantes-la-Jolie, 2022
- Championnats de France U23 : 
  -  Médaille d'argent en deux de couple à Bourges, 2022
  -  Médaille d'or en deux de couple à Libourne, 2023

### Résultats internationaux
- Championnats d'Europe U19 : 9e place en quatre de couple à Varèse  Italie, 2022
- Coupe de la Jeunesse : 4e place en skiff à Castrelo de Mino  Espagne, 2022
- Championnats d'Europe U19 Indoor :  Médaille d'argent à Paris  France, 2023